# Gallische Keizerrijk

Een kaart van het Romeinse Rijk met de afgescheurde rijken in 271.
Romeinse Rijk
Het afgescheurde Gallische Keizerrijk (260-274)
Het afgescheurde Palmyreense Rijk (260-273).

Het Gallische Keizerrijk (ook Imperium Galliarum) was een afsplitsing van het Romeinse Rijk tijdens de crisis van de derde eeuw, die van 260 tot 274 bestond.
Het was het gebied dat onder controle stond van een serie opstandige keizers te beginnen met keizer Postumus in 260. In dat jaar scheurde het Romeinse Rijk in drieën: in het oosten vormde zich na de Romeinse nederlaag tegen de Perzen in de slag bij Edessa het Palmyreense Rijk, in het westen splitsten de drie Gallische provincies, de twee Germaanse (Inferior en Superior), Britannia en Hispania zich af als het Gallische Keizerrijk. Marcus Cassianius Latinius Postumus vestigde de hoofdstad van het afgescheiden rijk in Augusta Treverorum (Trier). De Spaanse provincies sloten zich reeds eind 268 weer bij Rome aan. In 274 werd de rest van Gallische Keizerrijk weer bij het Romeinse Rijk gevoegd.

## Geschiedenis

### Oorsprong
De crisis van de derde eeuw kwam tot uiting toen keizer Valerianus I in het Midden-Oosten werd verslagen en gevangengenomen door het Sassanidische Rijk. Hierdoor behield zijn opvolger en zoon Gallienus nog maar een zeer wankele controle over het Romeinse Rijk. Kort daarna scheidde het Palmyreense Rijk zich af. Dit rijk omvatte Egypte, Syria, Judea en Arabia Petraea.
Ook de gouverneurs van Pannonia begonnen een mislukte lokale opstand. De keizer begaf zich naar de Donau om daar een einde aan de opstanden te maken. Dit liet Postumus, die gouverneur was van zowel de provincies Germania Superior als Germania Inferior, met de leiding over de Rijngrens. De keizerlijke troonopvolger Saloninus en de pretoriaanse prefect Silvanus verbleven in Colonia Agrippina (Keulen), om de jonge erfgenaam buiten gevaar te houden en misschien ook als een rem op Postumus' ambities. Dit plan werkte echter niet. In 260 belegerde en veroverde Postumus Colonia Agrippina. Hij bracht de jonge erfgenaam en diens voogd daarna om het leven. Postumus vestigde de hoofdstad van zijn Gallische Keizerrijk in Keulen.
Het Gallische Keizerrijk had zijn eigen senaat, twee jaarlijks verkozen consuls (niet alle namen van de consuls zijn bewaard gebleven) en zijn eigen pretoriaanse garde. Postumus lijkt het ambt van consul zelf vijf keer bekleed te hebben.
Postumus slaagde er in 263 met succes in om een aanval van keizer Gallienus van het Romeinse Rijk af te slaan. Gallienus liet het hierbij en viel Postumus niet opnieuw aan. In het begin van 268 werd Postumus echter uitgedaagd door Laelianus, waarschijnlijk een van zijn bevelhebbers, die in Mogontiacum (het huidige Mainz) door zijn Legio XXII Primigenia tot keizer van het Gallische Keizerrijk was uitgeroepen. Postumus slaagde er snel in om Mogontiacum in te nemen. Daarbij werd Laelianus gedood. Dit succes betekende weinig. Postumus werd door zijn eigen troepen gedood, naar verluidt omdat hij niet toestond Mogontiacum te plunderen.

### Na Postumus
Na de dood van Postumus begon het Gallische Keizerrijk uiteen te vallen. De Romeinse keizer Claudius Gothicus herstelde het Romeinse gezag in Gallia Narbonensis en delen van Gallia Aquitania. Ook zijn er aanwijzingen dat de provincies in Hispania de keizers van het Gallische Keizerrijk na 268 niet meer erkenden en zich opnieuw onder het gezag van het Romeinse Rijk stelden.
Na de dood van Postumus werd Marcus Aurelius Marius als keizer geïnstalleerd. Hij stierf al na korte tijd; de schriftelijke bronnen zeggen dat hij slechts twee dagen regeerde, maar het is waarschijnlijker dat hij enige maanden regeerde. Vervolgens kwam Victorinus aan de macht. Hij werd in het noorden van Gallië en Britannia als keizer erkend, maar niet in Hispania.
Victorinus bracht het grootste deel van zijn regeringstijd door met het neerslaan van opstanden en pogingen om Gallische gebieden, die door Claudius Gothicus waren veroverd, terug te veroveren. Hij werd in 271 vermoord. Zijn moeder Victoria nam de leiding van zijn troepen op zich en gebruikte haar macht om een opvolger te selecteren Met de steun van Victoria werd Tetricus I tot keizer benoemd. Hij werd erkend in Britannia en de delen van Gallië die nog steeds onder controle stonden van het Gallische Keizerrijk.
Tetricus vocht tegen Germaanse barbaren die na de dood van Victorinus Gallië waren binnengevallen. Hij bleek in staat Gallia Aquitania en het westen van Gallia Narbonensis opnieuw in te nemen, toen de Romeinse keizer Aurelianus zich in het Midden-Oosten bezighield met het bestrijden van koningin Zenobia's Palmyreense Rijk. Tetricus vestigde zijn keizerlijke hof in Trier; een voorbeeld dat navolging zou krijgen. In 273 verhief hij zijn zoon, Tetricus II, tot de rang van Caesar. Het volgende jaar werd Tetricus II co-consul, maar desondanks verzwakte het rijk als gevolg van interne strijd, waaronder een muiterij onder leiding van de usurpator Faustinus. Tegen die tijd had Aurelianus het Palmyreense Rijk verslagen. Hij maakte nu plannen om het westen te heroveren. Hij begaf zich naar Gallië, waar hij in 274 Tetricus I versloeg in de slag bij Châlons; volgens de bronnen bood Tetricus, moe van de interne twisten, aan om zich over te geven in ruil voor clementie voor hem en zijn zoon. Dit detail kan latere propaganda zijn, maar hoe dan ook, Aurelianus was de overwinnaar. Het Gallische Keizerrijk werd de facto ontmanteld.

## Keizers van het Gallische Keizerrijk
De Gallische keizers zijn in de eerste plaats bekend door de munten die in hun naam zijn geslagen. Voor sommigen onder hen zijn muntvondsten uiterst zeldzaam. Dit geldt niet voor keizers zoals Postumus en Tetricus I en II. Er zijn veel munten gevonden met daarop hun beeltenis. De politieke en militaire geschiedenis van het Gallische Keizerrijk kan worden geschetst aan de hand van de carrière van de keizers. Hun namen zijn als volgt:
- Marcus Cassianius Latinius Postumus 260-269
  - opstandige keizer: Laelianus 269
- Marcus Aurelius Marius 269
- Marcus Pavonius Victorinus 269-271
  - opstandige keizer: Domitianus van Gallia ~269? of ~271?
- Gaius Pius Esuvius Tetricus I 271-274
  - Caesar, misschien medekeizer (zoon): Gaius Pius Esuvius Tetricus II 274